# Makaria
Makaria Inc.  (株式会社マカリア Kabushiki-gaisha Makaria?), es un estudio de animación japonés fundado en 2014.

## Historia
La empresa fue fundada el 1 de abril de 2014 por Yuzuru Yoshizaki, quien anteriormente trabajó en como productor en Ordet. Los primeros trabajos en los que estaba involucrada la compañía en la producción de anime, eran principalmente como subcontratistas. El primer trabajo como animador principal del estudio fue el episodio especial Jashin-chan Dropkick "Seikimatsu-hen" en 2023.

## Obras

### Series de televisión
| Año  | Título | Director          | Fecha de primera transmisión | Fecha de última transmisión | Eps. | Notas                                                                                          | Refs.       |
| ---- | --- | ----------------- | ---------------------------- | --------------------------- | ---- | ---------------------------------------------------------------------------------------------- | ----------- |
| 2025 | Isshun de Chiryō Shiteita no ni Yakutatazu to Tsuihō Sareta Tensai Chiyushi, Yami Healer to Shite Tanoshiku Ikiru | Joe Yoshizaki     | 3 de abril de 2025           | 19 de junio de 2025         | 12   | Adaptación de las novelas ligeras escritas por Sakaku Hishikawa e ilustradas por Ten Jūnoichi. | [ 6 ] [ 7 ] |
| 2025 | Zatsu Tabi: That's Journey                                                                                        | Masaharu Watanabe | 7 de abril de 2025           | 23 de junio de 2025         | 12   | Adaptación del manga escrito e ilustrado por Kenta Ishizaka.                                   | [ 8 ] [ 9 ] |
| 2025 | Kakuriyo no Yadomeshi Ni                                                                                          | Joe Yoshizaki     | Octubre de 2025              | —                           | —    | Secuela de Kakuriyo no Yadomeshi. Coproducción junto a Gonzo.                                  | [ 10 ]      |

### ONAs
| Año  | Título   | Director     | Fecha de primera transmisión | Fecha de última transmisión | Eps. | Notas              | Refs.  |
| ---- | -------- | ------------ | ---------------------------- | --------------------------- | ---- | ------------------ | ------ |
| 2022 | Kiyoneko | Jō Yoshizaki | 4 de diciembre de 2022       | 9 de abril de 2023          | 10   | Historia original. | [ 11 ] |

### Especiales
| Año  | Título                                | Director     | Fecha de primera transmisión | Fecha de última transmisión | Eps. | Notas                                      | Refs.  |
| ---- | ------------------------------------- | ------------ | ---------------------------- | --------------------------- | ---- | ------------------------------------------ | ------ |
| 2023 | Jashin-chan Dropkick "Seikimatsu-hen" | Taika Miyagi | 27 de diciembre de 2023      | 27 de diciembre de 2023     | 1    | Historia original de Jashin-chan Dropkick. | [ 12 ] |